# Annibal Petrachi
Annibal (italiano Annibale), Petrachi (también Petracchi; fl. 1840-1860) fue un procurador y diplomático español de origen italiano. Dearrolló una intensa labor diplomática en el Consulado General de España en Alejandría como vicecónsul de España durante el valiato de Mehmet Alí de Egipto.

## Biografía
Annibal Petrachi era de origen italiano. Era hermano del cónsul general Enrique Petracchi. Se conoce poco de su vida anterior a su etapa en el consulado general de España en Alejandría. Durante la década de 1840, ocupando su hermano el cargo de cónsul general, desarrolló una intensa labor diplomática. Testigo de ello es la numerosa correspondencia que produjo y que se halla preservada en el Archivo Histórico Nacional de Madrid: entre el 24 de noviembre de 1840 (carta n.º 191) y el 22 de abril de 1849 (carta n.º 449) Petrachi escribió unas 258 misivas dirigidas al reino de España. En ellas describía con parsimonia diferentes vicisitudes de la vida política, económica y militar del naciente imperio de Mehmet Alí. Algunos de los detalles aportados por Petrachi son de gran interés para el historiador. Así en carta fechada a 8 de junio de 1846 (n.º 361) informaba sobre los planes que las cuatro potencias europeas - Inglaterra, Francia, Austria y Alemania -  albergaban para abrir un canal en la región de Suez que conectase el Océano Índico y el Mar Mediterráneo. El diplomático ponía asimismo especial hincapié en informar sobre los frecuentes episodios de cólera, que afligían a esas regiones y causaban estragos entre la población. En su última misiva diplomática, fechada el 22 de abril de 1849 (carta n.º 449), Petrachi informaba al consejo real que partía para Europa para recuperarse de su afligida salud. Al partir para España, su labor como vicecónsul la desempeñaría Bernardo Lescura. Poco después regresaría a Egipto y retomaría sus labores diplomáticas. Así, en el Estado General de la Armada para el año 1851 figura, al lado de su hermano cónsul general, como vicecónsul. En 1855 desempeñaría todavía el cargo de vicecónsul, mientras que D. Atanasio Lescura sería el canciller y D. Alessandro Frangi intérprete/dragomán; en el Cairo el cónsul en ese momento era D. Bernardo Lescura. Su último año como vicecónsul debió ser 1856, ya que en el Estado General de la Armada para el año 1857 ya no figura en el cargo. Su sucesor en 1848 como vicecónsul sería, primero, D. Antonio Zammit y Romero y luego el también italiano Albino Mencarini.
En 1857, Annibal Petrachi constituyó, junto con su cuñado sardo Augusto Pachò - casado con Amalia Petracchi -, la Banca sarda. La casa Petrachi, aprovechando sus contactos en el consulado español, se habría ocupado, entre otros quehaceres, de la importación dentro del mercado egípcio de indianas producidas por la firma española La España Industrial. La sociedad entró en curso de liquidación al cabo de dos años. Del 1857 al 1860 el Consulado general del Rey de Cerdeña en Alejandría registró múltiples demandas de tipo contencioso comercial donde Petracchi actuaba como procurador u/o parte demandante/demandada.
Varios nietos de los Petrachi emigraron, desde Alejandría, a los Estados Unidos durante los primeros años del S. XX.